# Occitanosaurus
Occitanosaurus es un género extinto de plesiosaurio del Jurásico Inferior de lo que ahora es Francia. La especie tipo es Occitanosaurus tournemirensis (originalmente "Plesiosaurus" tournemirensis), nombrado originalmente por Sciau et al. en 1990. Occitanosaurus era un plesiosaurio similar a Elasmosaurus; sus fósiles consisten de un único esqueleto casi completo de un animal aproximadamente de 4 metros de longitud.